# واوگینس
واوگینس (به فرانسوی: Vaugines) یک کامین در فرانسه است که در Canton of Cadenet واقع شده‌است.

## خصوصیات
واوگینس ۱۵٫۵۵ کیلومترمربع مساحت و ۵۷۳ نفر جمعیت دارد و ۷۵۰ متر بالاتر از سطح دریا واقع شده‌است.